# Chiara Gensini
Chiara Gensini (ur. 2 maja 1982 w Rzymie) – włoska aktorka teatralna i filmowa.

## Kariera
Urodziła się w Rzymie 2 maja 1982 roku w rodzinie włosko-greckiej. Ukończyła London Drama School oraz Guildhall School of Music and Drama w Londynie. W Rzymie pobierała nauki aktorstwa u Jenny'ego Tamburiego oraz Bernarda Hillera. W 2005 roku wystąpiła w powstałych w koprodukcji Biletach w reżyserii m.in. Ermanno Olmiego. W 2007 zagrała w filmie o księdzu Luigim Di Liegro Kapłan poniżonych (reż. Alessandro Di Robilant) oraz w powstałym w koprodukcji Dekameronie w reżyserii Davida Lelanda. W 2018 Steve Krikris powierzył jej rolę Tziny w nagradzanym dreszczowcu Kelner.